# ヘッジハンター
ヘッジハンター (Hedgehunter) はアイルランドの競走馬。2005年のグランドナショナルに優勝した。

## 戦績
2001年1月のデビュー以来、ナショナルハント競走のみの出走となっている。初勝利は翌2002年2月の3マイルのハードル戦だった。ヘッジハンターは2004年から2007年まで4年連続グランドナショナルに出走している。3マイルのハンデキャップチェイスに勝ち、10ストーン12ポンド（約69kg）の斤量を課せられた2004年の初めてのグランドナショナルでは積極的に逃げを打ち、終盤まで脱落することなく先頭集団を形成していたが、最終障害で落馬した。
しかし、2005年の同競走では道中インコースを取りながら徐々に前に進出、2周目のビーチャーズブルックの手前で先頭を走っていた前年の2着馬クランロイヤルがカラ馬に連れ去られると代わって先頭に踊り出た。最後は後続を突き放し2着のロイヤルオークレアに14馬身差で優勝した。勝ちタイムは9分20秒80。出走馬40頭中21頭が完走した。鞍上のルビー・ウォルシュ騎手は2000年のパピヨンに続きグランドナショナル2勝目。11ストーン以上のハンデを背負っての勝利は17年振りのことだった。
2006年はレパーズタウン競馬場で行われるG1ヘネシーコニャックゴールドカップ、そしてチェルトナムゴールドカップでそれぞれビーフオアサーモン、ウォーオブアトリションの2着となり、万全の状態でグランドナショナルに臨んだ。11ストーン12ポンド（約75.3キログラム）のトップハンデながらクランロイヤルと並んで1番人気に推され、レッドラム以来32年ぶりの連覇への期待は大きかったが、最後の直線で前年のアイリッシュグランドナショナルの勝ち馬ナンバーシックスヴァルヴァーディに抜け出されて2着。3着にクランロイヤルが入った。
2007年はハードル戦を2回叩き、2006年と同斤量で出走したが9着に終わり、2008年のナショナルでも13着に敗れ、これを最後に引退した。

## 血統表
| ヘッジハンターの血統リボー系 / Northern Dancer4×5=9.38%、Ribot5×5=6.25%、Princequillo5×5=6.25% | ヘッジハンターの血統リボー系 / Northern Dancer4×5=9.38%、Ribot5×5=6.25%、Princequillo5×5=6.25% | ヘッジハンターの血統リボー系 / Northern Dancer4×5=9.38%、Ribot5×5=6.25%、Princequillo5×5=6.25% | （血統表の出典）   | （血統表の出典） |
| 父 Monterimar 1981 鹿毛                                                                        | 父の父Alleged 1974 鹿毛                                                                        | Hoist the Flag                                                                                 | Tom Rolfe          | Tom Rolfe        |
| 父 Monterimar 1981 鹿毛                                                                        | 父の父Alleged 1974 鹿毛                                                                        | Hoist the Flag                                                                                 | Wavy Navy          |                  |
| 父 Monterimar 1981 鹿毛                                                                        | 父の父Alleged 1974 鹿毛                                                                        | Princess Pout                                                                                  | Prince John        | Prince John      |
| 父 Monterimar 1981 鹿毛                                                                        | 父の父Alleged 1974 鹿毛                                                                        | Princess Pout                                                                                  | Determined Lady    |                  |
| 父 Monterimar 1981 鹿毛                                                                        | 父の母L'Extravagante 1973                                                                      | Le Fabuleux                                                                                    | Wild Risk          | Wild Risk        |
| 父 Monterimar 1981 鹿毛                                                                        | 父の母L'Extravagante 1973                                                                      | Le Fabuleux                                                                                    | Anguar             |                  |
| 父 Monterimar 1981 鹿毛                                                                        | 父の母L'Extravagante 1973                                                                      | Fanfreluche                                                                                    | Northern Dancer    | Northern Dancer  |
| 父 Monterimar 1981 鹿毛                                                                        | 父の母L'Extravagante 1973                                                                      | Fanfreluche                                                                                    | Ciboulette         |                  |
| 母 Aberedw 1990                                                                                | 母の父Caerwent 1985                                                                            | Caerleon                                                                                       | Nijinsky II        | Nijinsky II      |
| 母 Aberedw 1990                                                                                | 母の父Caerwent 1985                                                                            | Caerleon                                                                                       | Foreseer           |                  |
| 母 Aberedw 1990                                                                                | 母の父Caerwent 1985                                                                            | Marwell                                                                                        | Habitat            | Habitat          |
| 母 Aberedw 1990                                                                                | 母の父Caerwent 1985                                                                            | Marwell                                                                                        | Lady Seymour       |                  |
| 母 Aberedw 1990                                                                                | 母の母Secret Hideaway 1983                                                                     | Key to the Mint                                                                                | Graustark          | Graustark        |
| 母 Aberedw 1990                                                                                | 母の母Secret Hideaway 1983                                                                     | Key to the Mint                                                                                | Key Bridge         |                  |
| 母 Aberedw 1990                                                                                | 母の母Secret Hideaway 1983                                                                     | Turning Bold                                                                                   | Turn-to            | Turn-to          |
| 母 Aberedw 1990                                                                                | 母の母Secret Hideaway 1983                                                                     | Turning Bold                                                                                   | Bold Dame F-No.8-c |                  |